# Municipio de Chadds Ford
El municipio de Chadds Ford (en inglés: Chadds Ford Township) es un municipio ubicado en el condado de Delaware en el estado estadounidense de Pensilvania. En el año 2000 tenía una población de 3.170 habitantes y una densidad poblacional de 140.6 personas por km².

## Geografía
El municipio de Chadds Ford se encuentra ubicado en las coordenadas 39°52′29″N 75°33′15″O / 39.87472, -75.55417.

## Demografía
Según la Oficina del Censo en 2000 los ingresos medios por hogar en la localidad eran de $84,100 y los ingresos medios por familia eran de $100,795. Los hombres tenían unos ingresos medios de $79,650 frente a los $34,219 para las mujeres. La renta per cápita de la localidad era de $52,974. Alrededor del 4,7% de la población estaba por debajo del umbral de pobreza.